# ヴィクトル・ルキッチ
ヴィクトル・ルキッチ（Viktor Lukić (セルビア語: Виктор Лукић、2000年10月6日 - ）は、セルビア・シャバツ出身のプロサッカー選手。ラドニク・スルドゥリツァ所属。ポジションは、フォワード（ウイング）。